# Championnat des Îles Salomon de football 2014-2015
Navigation
Saison précédente Saison suivante
La saison 2014-2015 du Championnat des Îles Salomon de football est la onzième édition de la Telekom S-League, le championnat de première division aux Îles Salomon. Les neuf formations de l'élite sont regroupées au sein d'une poule unique où elles s'affrontent deux fois, à domicile et à l'extérieur. En fin de saison, le dernier du classement est relégué et remplacé par la meilleure formation de deuxième division.
C'est le club de Western United FC qui remporte le championnat cette saison après avoir terminé en tête du classement final, avec un seul point d'avance sur le double tenant du titre, Solomon Warriors et dix sur Hana FC. Il s’agit du tout premier titre de champion des Îles Salomon de l'histoire du club.

## Les clubs participants
- Koloale FC
- Hana FC
- Kossa FC
- Western United FC
- Real Kakamora
- X-Beam FC
- Malaita Kings
- Solomon Warriors
- Marist FC

## Compétition
Le barème de points servant à établir le classement se décompose ainsi :
- Victoire : 3 points
- Match nul : 1 point
- Défaite : 0 point

### Classement final
| Rang | Équipe            | Pts | J  | G  | N | P  | Bp | Bc | Diff |
| ---- | ----------------- | --- | -- | -- | - | -- | -- | -- | ---- |
| 1    | Western United FC | 40  | 16 | 13 | 1 | 2  | 51 | 13 | +38  |
| 2    | Solomon WarriorsT | 39  | 16 | 12 | 3 | 1  | 47 | 14 | +33  |
| 3    | Hana FC           | 30  | 16 | 9  | 3 | 4  | 20 | 18 | +2   |
| 4    | Real Kakamora     | 25  | 16 | 7  | 4 | 5  | 24 | 24 | 0    |
| 5    | Kossa FC          | 23  | 16 | 6  | 5 | 5  | 29 | 22 | +7   |
| 6    | Malaita Kings     | 18  | 16 | 4  | 6 | 6  | 28 | 32 | -4   |
| 7    | Koloale FC        | 12  | 16 | 3  | 3 | 10 | 22 | 39 | -17  |
| 8    | Marist FC         | 10  | 16 | 2  | 4 | 10 | 20 | 34 | -14  |
| 9    | X-Beam FC         | 3   | 16 | 0  | 3 | 13 | 14 | 59 | -45  |

|  | Qualification pour la Ligue des champions de l'OFC 2014-2015 |
|  | Relégation en deuxième division                              |
|  | T : Tenant du titre                                          |

## Bilan de la saison
| Championnat des Îles Salomon de football 2015                             |                               |
| Champion                                                                  | Western United FC (1er titre) |
| Qualifications continentales                                              |                               |
| Ligue des champions de l'OFC 2014-2015                                    | Western United FC             |
| Promotions et relégations                                                 |                               |
| Promus en Telekom S-League                                                | FC Guadalcanal                |
| Relégués en Championnat des Îles Salomon de football de deuxième division | X-Beam FC                     |